# 老比萨格拉门

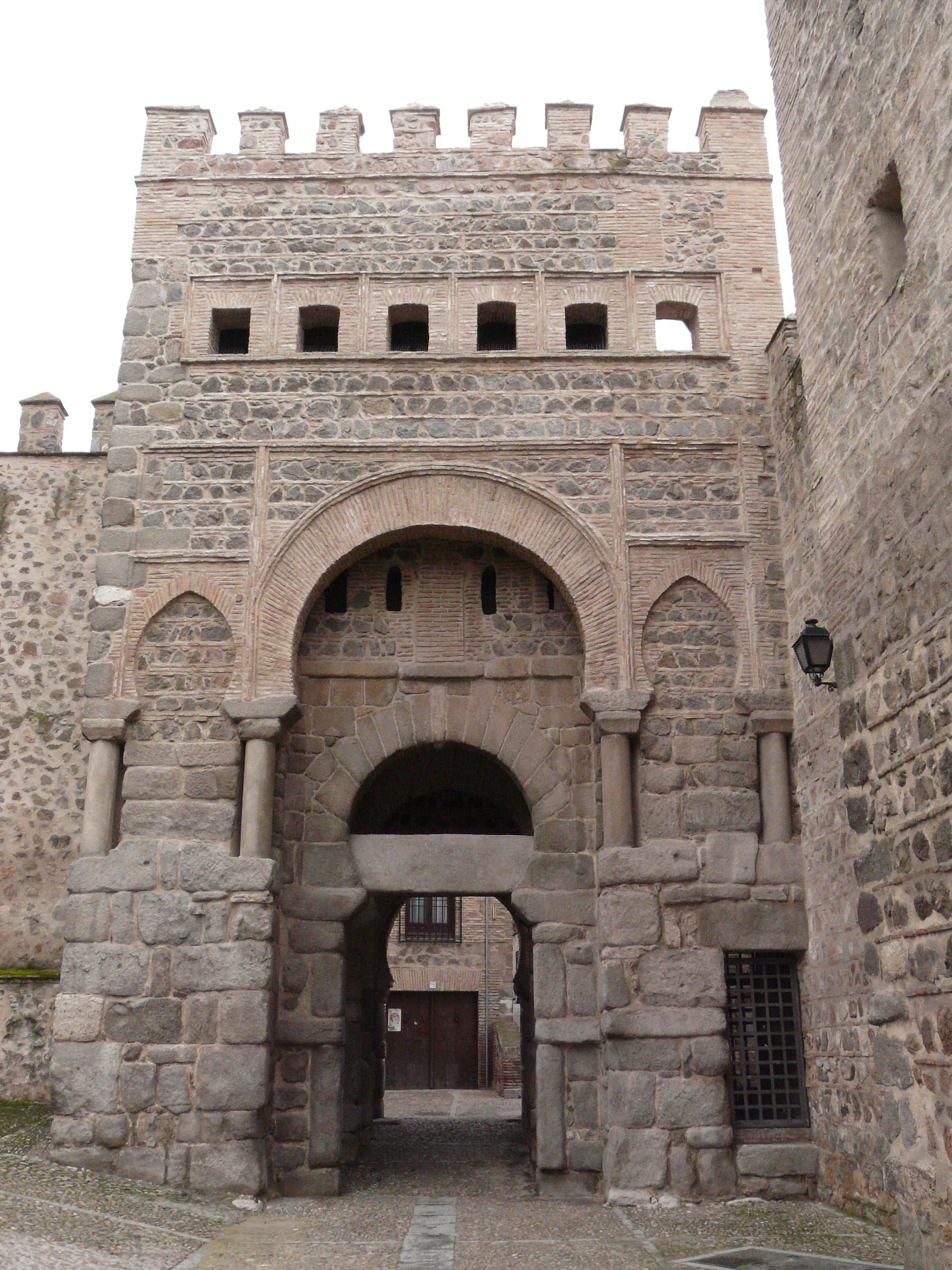
老比萨格拉门

比萨格拉门（Puerta de Bisagra），原名 Bab al-Saqra，又名阿方索六世门（Puerta de Alfonso VI），是西班牙托莱多的一座城门，兴建于10世纪，安达卢斯时期，当时此门为该市的主要入口。此门通常称为老比萨格拉门，以与兴建于1559年的新比萨格拉门（Puerta de Bisagra Nueva）相区别。  